# 大阪市道築港深江線
大阪市道築港深江線（おおさかしどうちっこうふかえせん）は、大阪府大阪市港区から同市城東区に至る総延長12kmの主要地方道である。

## 概要
全線が中央大通に包含されるので、詳細については当該項目を参照。
- 本線：Google マップ
- 起点：大阪府大阪市港区港晴三丁目 (八幡屋交差点)
- 終点：大阪府大阪市城東区諏訪四丁目 (大阪府道159号平野守口線交点＝東大阪市境)
- 重複区間
  - 起点 - 大阪市港区田中三丁目 (朝潮橋交差点）：国道172号
  - 大阪市東成区深江北二丁目（深江橋交差点） - 終点：国道308号

### 都市計画道路として
「築港深江線」は、大阪市の都市計画道路である。
- 街路番号：広路 1
- 都市計画決定
  - 当初：1950年（昭和25年）3月31日
  - 最新変更：1968年（昭和43年）7月11日
- 標準計画幅員：80m
- 計画延長：11,990m

## 通過する自治体
- 大阪市（港区 - 西区 - 中央区 - 東成区 - 城東区）

## 交通量
| 調査地点                                                            | 平日昼間 | 休日昼間 | 平日24時間 | 休日24時間 |
| ------------------------------------------------------------------- | -------- | -------- | ---------- | ---------- |
| 西区九条                                                            | 26,348   | 16,320   | 40,049     | 23,990     |
| 西区阿波座駅東                                                      | 31,562   | 17,902   | 47,974     | 26,316     |
| 中央区船場中央2                                                     | 18,634   | 11,810   | 28,324     | 17,361     |
| 東成区府立成人病センター前                                          | 43,231   | 34,539   | 65,711     | 50,772     |
| ※調査日： 2005/10/16（休日）、2005/10/19（平日） ※昼間は7時から19時 |          |          |            |            |